# Bradina obliquistriga
Bradina obliquistriga là một loài bướm đêm trong họ Crambidae.